# Godfried van Villehardouin
Godfried van Villehardouin (Villehardouin ± 1150/1164 - Mosynopolis, Macedonië ±1213) was een Frans kroniekschrijver, kruisvaarder en veldheer.

## Levensloop
Hij was een zoon van Jean de Villehardouin et de Brandonvillers (1172-1216) en van Célinie, geboren in het kasteel van Villehardouin op ongeveer 30 km van Troyes. Hij behoorde tot de hoge adel, zonder evenwel tot de top te behoren. In 1185 verwierf hij de titel maarschalk van Champagne.
Hij was een van de leidende figuren van de Vierde Kruistocht, en na zijn aankomst in Constantinopel kreeg hij ook de titels maarschalk van Romanië (zo werd Byzantijns Griekenland toen genoemd) en baron van Makri en Trajanopolis.
Hij staat bekend als de auteur van La Conqueste de Constantinople (± 1207), een kroniek die de gebeurtenissen van 1198 tot 1207 verslaat, een van de eerste prozawerken ooit in het Frans geschreven. Het werk is zowel literair als historisch waardevol te noemen.

## Publicatie
- La Conquête de Constantinople, uitgave van Paulin Paris, Parijs, 1838.  Beschikbaar op Internet.
- La Conquête de Constantinople, collection de la Pleiade, Gallimard, Parijs, 1958.
- La conquête de Constantinople, édition Flammarion, collection Garnier Flammarion, n° 214, 1969, 192 pages.
- Geoffroy de Villehardouin, un chevalier à la croisade, L'histoire de la conquête de Constantinople (suivi de) De ceux qui se croisèrent et comment le marquis de Montferrat devint leur seigneur par Robert de Cléry, ed. trad. Jean Longnon, librairie Jules Tallandier, 1981, 274 p. ISBN 2-235-01078-4.
- La Conquête de Constantinople, Flammarion, 2004, ISBN 2080711970.